# Tyniec (Kraków)

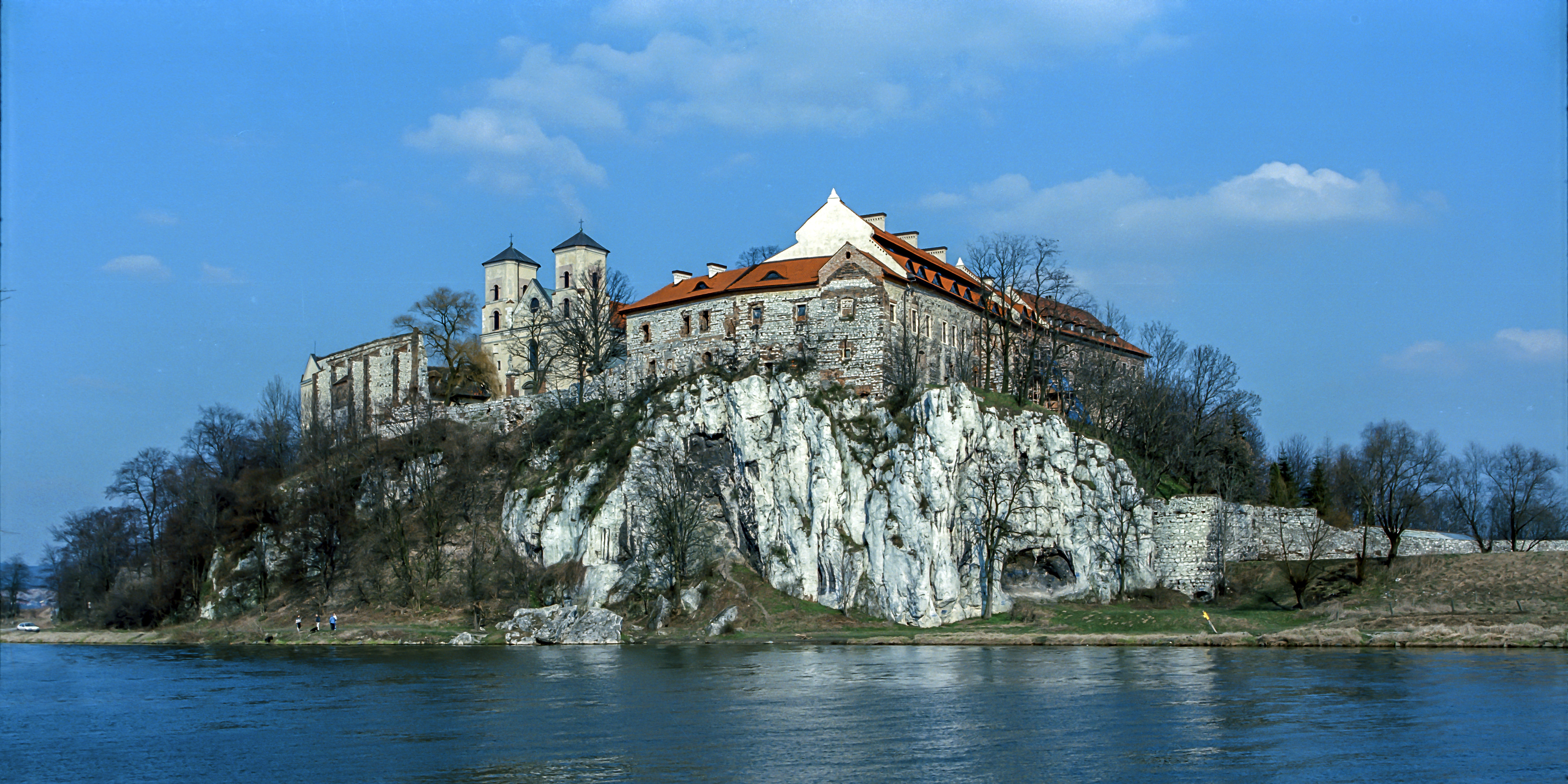
Tyniecki klasztor zza Wisły

Tyniec – część miasta Krakowa, do 1 stycznia 1973 roku oddzielna wieś. Znajduje się w części zachodniej miasta, na prawym brzegu Wisły w Dzielnicy VIII Dębniki. Tyniec znany jest głównie dzięki klasztorowi benedyktynów, istniejącemu od 1044 roku, jednemu z najbogatszych i najważniejszych w Polsce.

## Położenie geograficzne

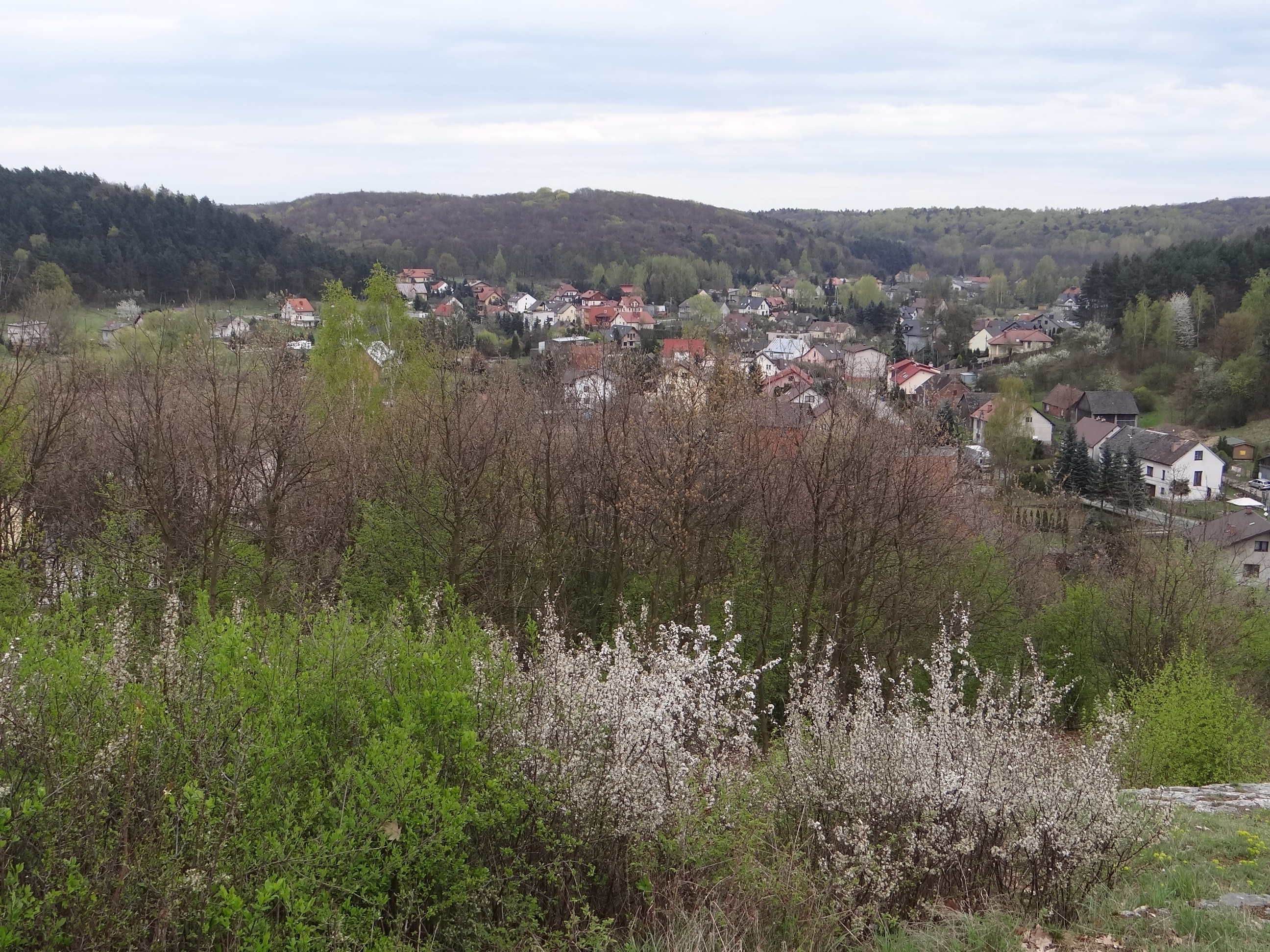
Tyniec widziany ze wzgórza Wielkanoc

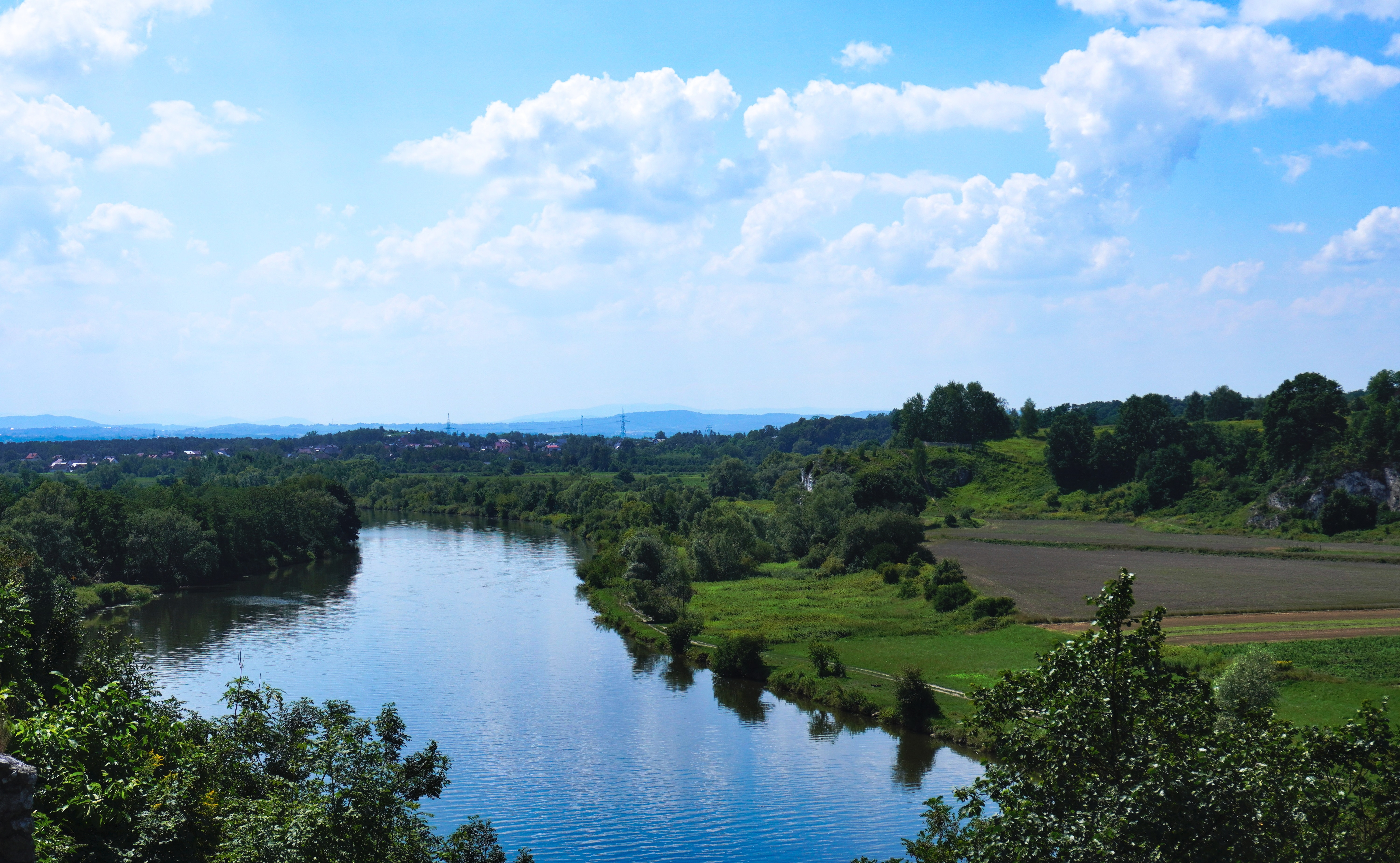
Wisła w Tyńcu

Tyniec leży w odległości około 12 km na południowy zachód od centrum Krakowa, na prawym brzegu Wisły, pomiędzy wapiennymi wzniesieniami jurajskimi zwanymi Wzgórzami Tynieckimi. Są to: Góra Klasztorna (233 m), Grodzisko (280 m),  Duża Kowodrza (261 m), Bogucianka (270 m), Kozobica (282 m), Ostra Góra (284 m), Bukówka (269 m), Duża Biedzinka (229 m), Wielkanoc (260 m), Wielogóra (ok. 257 m) oraz najwyższe Guminek (294 m).
W pobliżu Tyńca znajduje się przełom Wisły zwany Bramą Tyniecką oraz stepowy Rezerwat przyrody Skołczanka utworzony w 1957 roku. Bije Źródło Świętojańskie, będące jedynym tego typu pomnikiem przyrody na terenie Krakowa.
Od północy Tyniec graniczy z Piekarami, od północnego wschodu z Kostrzem, od wschodu ze Skotnikami, od południowego wschodu z Sidziną, od południa z Samborkiem (który od początku lat 50. XX w. jest częścią Skawiny), północną i zachodnią granicę stanowi rzeka Wisła, która od zachodu oddziela Tyniec od Ściejowic. Osada tyniecka była położona przy dawnym trakcie handlowym, który prowadził z Krakowa przez Oświęcim na Morawy i do Czech. W Tyńcu przez setki lat funkcjonowała naturalna przeprawa przez Wisłę.
Z centrum Krakowa Tyniec skomunikowany jest autobusami, a także tramwajem wodnym, którego przystanek znajduje się na Wiśle w pobliżu klasztoru benedyktynów.

## Historia
Ukształtowanie terenu oraz bliskość Wisły wywarły duży wpływ na wczesny rozwój osadnictwa. Na pobliskich Skałkach Piekarskich odkryto jedne z najstarszych w Polsce śladów bytności człowieka, sprzed 12 000 lat (paleolit). Najstarsze znane ślady osadnictwa na terenie Tyńca pochodzą z mezolitu (ok. 8000–4800 lat p.n.e.). Liczne zabytki archeologiczne potwierdzają istnienie osady na Górze Klasztornej, pochodzącej sprzed 2300 lat p.n.e. z czasów epoki neolitu. Znaleziono ślady pracowni ceramicznej wytwarzającej wysokiej jakości ceramikę siwą oraz najstarszej w Polsce mennicy wytwarzającej głównie srebrne monety celtyckie.
W początkach X wieku Tyniec zamieszkiwali Wiślanie. W początkach XI w. być może należał do przodków palatyna Sieciecha i Tęczyńskich, którym miał zostać skonfiskowany przez Kazimierza Odnowiciela. Wkrótce potem on lub jego syn Bolesław Śmiały oddał Tyniec benedyktynom. Ich przybycie do Tyńca i fundacja opactwa w połowie XI w. były przełomem w dziejach miejscowości.
W 1259 r. Tyniec został zniszczony przez oddziały mongolskie, które zmierzały z Krakowa w kierunku Śląska. Miało to związek ze strategicznym położeniem osady, związanym z przeprawą, która była dogodnym przejściem dla wojska przez Wisłę nieopodal granicy państwa w bezpośrednim sąsiedztwie Krakowa.
W końcu XVI w. wieś należąca do opactwa benedyktynów znajdowała się w granicach powiatu szczyrzyckiego województwa krakowskiego.
Poważnych zniszczeń Tyniec doznał podczas potopu szwedzkiego. W 1772 roku, Tyniec został obsadzony przez konfederatów barskich, broniąc się przed wojskami rosyjskimi. Walki zrujnowały zarówno klasztor jak i wieś. W rezultacie I rozbioru Polski Tyniec został włączony do Austrii. W 1816 roku władze austriackie skasowały opactwo, które od tej pory zaczęło popadać w ruinę.
W 1934 roku powołano do życia istniejącą aż do włączenia Tyńca do Krakowa gminę Tyniec. W 1939 r. powrócili do Tyńca zakonnicy, a w 1968 r. przywrócono opactwo.
Osada tyniecka przez wieki rozrastała się wokół dwóch miejsc. Pierwszym była okolica opactwa, gdzie powstawały głównie gospodarcze budynki przyklasztorne. Drugim – stara droga z Krakowa do Oświęcimia i traktu skawińskiego, wzdłuż której ciągnęły się domy. Na początku wieś prawdopodobnie miała charakter ulicówki, potem zmienił się on na widlicowo-wielodrożny, a następnie w złożony wielodrożny.
XIX-wieczny Tyniec, mimo że był wsią dużą, zarówno pod względem powierzchni jak i liczby mieszkańców, był jednak ubogą wsią galicyjską. Wciąż funkcjonowała wolno spławowa przeprawa wiślana, do przewozu ludzi używano łodzi, zaś do transportu furmanek – promów. Prom linowy zainstalowano w 1923 roku. Przeprawa przestała funkcjonować w kwietniu 1989 roku.
Obok uprawy ziemi mieszkańcy Tyńca zajmowali się także flisactwem i dziewiarstwem. Zboże, węgiel kamienny a także materiały budowlane takie jak drewno były najczęściej spławianymi towarami. Spływ odbywał się na tratwach, galarach i krypach. Flisactwo istniało do końca XIX wieku, kiedy zostało wyparte przez kolej.
Najsłynniejszym produktem dziewiarstwa w Tyńcu były magierki tynieckie (okrągłe czapki wykonane z białej wełny). Były noszone do początku XX wieku przez mieszkańców Małopolski i Podkarpacia.
Drewniana zabudowa wiejska była charakterystyczna dla obszaru, wyróżniał ją jednak kolor – chaty były malowane w kolorowe pasy. Chaty tynieckie wznoszono według tego samego schematu. Pośrodku biegła sień, po obu stronach znajdowały się izby, komora oraz stajnia. Każde pomieszczenie miało oddzielne drzwi.
W latach 1977–1998 w okolicy Tyńca zbudowano na Wiśle Stopień Wodny Kościuszko, po którym biegnie autostradowa obwodnica Krakowa. Stopień wodny jak i część obwodnicy znajduje się na terenie sąsiedniej gminy Liszki.
Z Tyńcem związana jest średniowieczna legenda o Helgundzie i Walgierzu Wdałym. W Tyńcu akcję powieści Bracia Zmartwychwstańcy umieścił Józef Ignacy Kraszewski. Gospoda „Pod Lutym Turem” jest miejscem epizodu Krzyżaków Henryka Sienkiewicza.
Nazwa Tyniec pochodzi od słowa „tyn”, które oznaczało mur lub ogrodzenie. Przypuszczalnie więc była umocniona lub obwarowana.